# Єнджихувек
Єнджихувек (пол. Jędrzychówek) — село в Польщі, у гміні Пшемкув Польковицького повіту Нижньосілезького воєводства.
Населення — 130 осіб (2011).
У 1975-1998 роках село належало до Легницького воєводства.

## Демографія
Демографічна структура станом на 31 березня 2011 року:
|          | Загалом | Допрацездатний вік | Працездатний вік | Постпрацездатний вік |
| -------- | ------- | ------------------ | ---------------- | -------------------- |
| Чоловіки | 64      | 18                 | 41               | 5                    |
| Жінки    | 66      | 19                 | 36               | 11                   |
| Разом    | 130     | 37                 | 77               | 16                   |